# Петр Ковачка
Петр Ковачка (чеськ. Petr Kovačka; нар. 23 грудня 1971) — колишній чеський тенісист.
Найвищу одиночну позицію світового рейтингу — 609 місце досяг 21 серпня 1995, парну — 109 місце — 16 жовтня 2000 року.

## Титули на челленджерах

### Парний розряд: (3)
| Ранг | Рік  | Турнір           | Покриття | Партнер       | Суперники                         | Рахунок          |
| ---- | ---- | ---------------- | -------- | ------------- | --------------------------------- | ---------------- |
| 1.   | 1999 | Прага, Чехія     | Ґрунт    | Павел Курднач | Петр Дезорт Леош Фридль           | 6–0, 6–1         |
| 2.   | 2000 | Вроцлав, Польща  | Тверде   | Павел Курднач | Жоселін Робішо Кайл Спенсер       | 3–6, 7–6(6), 6–4 |
| 3.   | 2000 | Барлетта, Італія | Ґрунт    | Павел Курднач | Діну Пескаріу Вінченцо Сантопадре | 6–7(4), 6–2, 6–0 |